# Fazenda Atibaia
Fazenda Atibaia, uma antiga propriedade da região de Campinas, remanescente de uma Sesmaria do mesmo nome, que foi fundada e pertenceu ao Sesmeiro José Francisco Aranha Barreto de Camargo, que nessa propriedade construiu um grande  Solar do Açúcar,  o  Solar Aranha de Camargo,  tendo sido registrado em "Bens Rústicos" de 1818,  com área de 2247 alqueires de terras. Era um engenho de cana-de-açúcar, como a maioria das propriedades na região, e tornou-se uma grande produtora de café em meados do século XIX.
Em 1830, passou à propriedade dos irmãos Joaquim Policarpo Aranha  (depois barão de Itapura), e Manuel Carlos Aranha (depois barão de Anhumas), produzindo a  fazenda, em 1851, 8 mil arrobas de açúcar e 3 mil arrobas de café.
Mais tarde passou a propriedade plena do barão de Itapura, possuindo em 1883, 300 mil pés de café em terra massapé, com máquina de benefício à água e terreiro de terra branca.
O Barão de Itapura, Joaquim Policarpo Aranha, e a Baronesa consorte,  Libânia de Sousa Aranha, com partilha em vida, em 1890, destinaram a fazenda a dois de seus filhos,  Joaquim Policarpo Aranha Junior e Manuel Carlos de Sousa Aranha, tornando-se mais tarde o primeiro, seu proprietário exclusivo, e tendo em 1900, produção de 15 mil arrobas de café.
Em vida, Joaquim Policarpo Junior, falecido em 1925, vendeu a fazenda à sua irmã Isolethe Augusta de Sousa Aranha, que por sua vez a vendeu a Cristiano Osório de Oliveira.
Em 1978 estava na posse e domínio da herdeira deste, Gabriela Ribeiro de Oliveira, com 363 hectares de terras.